# Germigny-l'Exempt
Germigny-l'Exempt é uma comuna francesa na região administrativa do Centro, no departamento Cher. Estende-se por uma área de 27,85 km². Em 2010 a comuna tinha 311 habitantes (densidade: 11,2 hab./km²).